# Fingersmith
Fingersmith è una miniserie televisiva inglese in tre parti trasmessa su BBC One dal 27 marzo al 10 aprile 2005. È tratta dal romanzo Ladra di Sarah Waters ed è stata candidata nel 2006 come Best Drama Serial ai BAFTA TV Awards.

## Trama
L'imbroglione Richard Rivers decide di compiere la truffa più ambiziosa della sua vita: derubare la ricca e giovane ereditiera Maud Lilly seducendola per convincerla a fuggire con lui. Per raggiungere il suo scopo, Rivers chiede l'aiuto di Sue Trinder: cresciuta tra ciarlatani e borseggiatori dopo essere rimasta orfana, la ragazza viene curata e protetta da Mrs. Sucksby, che non vorrebbe vedere Sue coinvolta in quel mondo, ma che accetta di buon grado le 3.000 sterline offerte dal vecchio amico Rivers. Arrivata alla tenuta dove Maud vive con il ricco zio, le due ragazze diventano amiche e col tempo inizieranno a provare amore l'una per l'altra ma, nonostante ciò, Sue continua la truffa, consigliando a Maud di accettare la proposta di matrimonio di Rivers.